# Pietro Veglio
Pietro Veglio (Bellinzona, 1944) è un economista svizzero, dal 2001 direttore esecutivo della Banca Mondiale.

Veglio è anche visiting professor all'Università di San Gallo.

## Biografia
Veglio ha iniziato nel 1969 la sua carriera presso il Servizio di cooperazione tecnica (oggi Direzione dello sviluppo e della cooperazione, DSC) del Dipartimento degli affari esteri.
Dopo aver lavorato presso il servizio di cooperazione tecnica del governo svizzero, è stato nominato vicedirettore presso la Banca Interamericana di Sviluppo, fino al 1992.
Dal 1992 al 1997, ha lavorato come consulente per il direttore esecutivo svizzero presso la Banca mondiale a Washington, poi come esperto nella divisione valutazione dell'istituto.
Nel novembre 1998 è diventato direttore della divisione valutazione.
Dopo la Banca Mondiale, Veglio ha lavorato all'esame per paesi dell'Organizzazione per la cooperazione e lo sviluppo economico (OCSE).
Nel luglio 2001 Veglio è stato nominato dal Consiglio federale svizzero come direttore esecutivo svizzero presso la Banca mondiale, dove ha sostituito Matthias Meyer, che era in carica dal novembre 1997.